# 엘나즈 레카비
엘나즈 레카비(1989년 8월 20일 ~ , 페르시아어: الناز رکابی)는 이란의 스포츠 클라이밍 선수이다. 세계 선수권 대회에서 종합 동메달을, 아시아 선수권 대회에서 3차례 메달을 땄다.
2022년 서울에서 열린 아시아 암벽등반 선수권 대회에 출전해서 4위에 입상했다. 경기중에 히잡을 쓰지 않았는데, 이는 이란 국내에서 마흐사 아미니 시위가 벌어지고 있는 도중에 일어났다. 이란의 여성 스포츠 선수가 히잡을 쓰지 않고 출전한 것은 2019년 권투 선수 사다프 하뎀 이후로 처음으로 알려졌다.
대회가 끝난 이틀 뒤인 10월 18일 레카비는 서울에서 실종됐다가 다음날인 10월 19일 테헤란 이맘 호메이니 국제공항에서 모습을 드러냈다. BBC 페르시아어는 레카비가 테헤란으로 돌아가는 동안 그의 여권과 휴대전화가 압수됐으며, 이란으로 입국한 뒤인 10월 21일 그는 가택 연금을 당했으며 그의 가족도 위협을 받았다고 보도했다.
BBC는 레카비를 2022년 BBC 올해의 여성 100인으로 선정했다.